# Table Rock (Wyoming)
Table Rock és una concentració de població designada pel cens dels Estats Units a l'estat de Wyoming. Segons el cens del 2000 tenia 82 habitants.

## Demografia
Segons el cens del 2000, Table Rock tenia 82 habitants, 32 habitatges, i 23 famílies. La densitat de població era de 4,6 habitants/km².
Dels 32 habitatges en un 43,8% hi vivien nens de menys de 18 anys, en un 65,6% hi vivien parelles casades, en un 3,1% dones solteres, i en un 28,1% no eren unitats familiars. En el 28,1% dels habitatges hi vivien persones soles el 28,1% de les quals corresponia a persones de 65 anys o més que vivien soles. El nombre mitjà de persones vivint en cada habitatge era de 2,56 i el nombre mitjà de persones que vivien en cada família era de 3,17.
Per edats la població es repartia de la següent manera: un 32,9% tenia menys de 18 anys, un 12,2% entre 18 i 24, un 30,5% entre 25 i 44, un 24,4% de 45 a 60 i un 0% 65 anys o més.
L'edat mediana era de 29 anys. Per cada 100 dones de 18 o més anys hi havia 150 homes.
La renda mediana per habitatge era de 48.750 $ i la renda mediana per família de 48.750 $. Els homes tenien una renda mediana de 41.000 $ mentre que les dones 11.250 $. La renda per capita de la població era de 12.775 $. Cap de les famílies estaven per davall del llindar de pobresa.

## Poblacions més properes
El següent diagrama mostra les poblacions més properes.